# Episodi di G.E. True
La prima e unica stagione della serie televisiva G.E. True è andata in onda negli Stati Uniti dal 30 settembre 1962 al 26 maggio 1963 sulla CBS.
| nº | Titolo originale           | Prima TV USA      |
| -- | -------------------------- | ----------------- |
| 1  | Circle of Death            | 30 settembre 1962 |
| 2  | V-Victor 5                 | 7 ottobre 1962    |
| 3  | Harris vs. Castro          | 14 ottobre 1962   |
| 4  | Code Name: Christopher (1) | 21 ottobre 1962   |
| 5  | Code Name: Christopher (2) | 28 ottobre 1962   |
| 6  | The Handmade Private       | 4 novembre 1962   |
| 7  | The Last Day               | 11 novembre 1962  |
| 8  | Man with a Suitcase        | 18 novembre 1962  |
| 9  | Mile Long Shot to Kill     | 25 novembre 1962  |
| 10 | Cheating Cheaters          | 2 dicembre 1962   |
| 11 | UXB (Unexploded Bomb)      | 9 dicembre 1962   |
| 12 | The Wrong Nickel           | 16 dicembre 1962  |
| 13 | The Amateurs               | 30 dicembre 1962  |
| 14 | Open Season                | 6 gennaio 1963    |
| 15 | Defendant: Clarence Darrow | 13 gennaio 1963   |
| 16 | O.S.I.                     | 20 gennaio 1963   |
| 17 | Firebug                    | 27 gennaio 1963   |
| 18 | Little Richard             | 3 febbraio 1963   |
| 19 | Escape (1)                 | 10 febbraio 1963  |
| 20 | Escape (2)                 | 17 febbraio 1963  |
| 21 | The Moonshiners            | 24 febbraio 1963  |
| 22 | Security Risk              | 3 marzo 1963      |
| 23 | The Black-Robed Ghost      | 10 marzo 1963     |
| 24 | Ordeal                     | 17 marzo 1963     |
| 25 | Pattern for Espionage      | 24 marzo 1963     |
| 26 | The Tenth Mona Lisa        | 31 marzo 1963     |
| 27 | Gertie the Great           | 14 aprile 1963    |
| 28 | Black Market               | 21 aprile 1963    |
| 29 | Nitro                      | 28 aprile 1963    |
| 30 | Heydrich (1)               | 5 maggio 1963     |
| 31 | Heydrich (2)               | 12 maggio 1963    |
| 32 | Commando                   | 19 maggio 1963    |
| 33 | Five Tickets to Hell       | 26 maggio 1963    |

## Circle of Death
- Prima televisiva: 30 settembre 1962
- Diretto da: Jack Webb
- Scritto da: Dale Wasserman

### Trama
- Guest star: William Conrad (Fallon), Wynn Pearce (Stevens), Rachel Ames (Kate), Jerry Gales (Kaufman)

## V-Victor 5
- Prima televisiva: 7 ottobre 1962
- Diretto da: Robert M. Leeds
- Scritto da: Gene Roddenberry, Harold Jack Bloom

### Trama
- Guest star: Neil Nephew (Whip), Anthony D. Call (Benjy), Barbara Wilkin (Jean), John Sebastian (Eddy), Hal Hamilton (McNulty), Karl Held (John Egan)

## Harris vs. Castro
- Prima televisiva: 14 ottobre 1962
- Diretto da: William Conrad
- Scritto da: Harold Jack Bloom

### Trama
- Guest star: Beverly Brown (Mrs. Harris), Harlan Warde (Ashman), Robert Knapp (Harris)

## Code Name: Christopher(1)
- Prima televisiva: 21 ottobre 1962
- Diretto da: Jack Webb
- Scritto da: Otis Carney

### Trama
- Guest star: Lloyd Bochner (Stoughton), Alf George (Stan), Gunner Hellström (Lund), Anna Lisa (Sigrid), John Askeland (Olaf), Jack Webb (Burke)

## Code Name: Christopher(2)
- Prima televisiva: 28 ottobre 1962
- Diretto da: Jack Webb
- Scritto da: Otis Carney

### Trama
- Guest star: Lloyd Bochner (Stoughton), Alf George (Stan), Gunner Hellström (Lund), Anna Lisa (Sigrid), John Askeland (Olaf), Jack Webb (Burke)

## The Handmade Private
- Prima televisiva: 4 novembre 1962
- Diretto da: William Conrad
- Scritto da: Dean Riesner

### Trama
- Guest star: Karyn Kupcinet (Marybelle), Gene McCarthy (Carlock), James Millhollin (Bronner), Jerry Van Dyke (Bailey), Ben Chandler (Wilmot), Arte Johnson (Coogan)

## The Last Day
- Prima televisiva: 11 novembre 1962
- Diretto da: William Conrad
- Scritto da: John Joseph, Harold Jack Bloom

### Trama
- Guest star: Joan Huntington (Ann), Mark Dempsey (Ernie Adams)

## Man with a Suitcase
- Prima televisiva: 18 novembre 1962
- Diretto da: William Conrad
- Scritto da: Harold Jack Bloom

### Trama
- Guest star: Bill Berger (Hansen), Erika Peters (Anna), Werner Klemperer (capitano), Oscar Beregi, Jr. (conducente)

## Mile Long Shot to Kill
- Prima televisiva: 25 novembre 1962
- Diretto da: William Conrad
- Scritto da: Harold Jack Bloom

### Trama
- Guest star: James Griffith (Brown), Les Tremayne (McMillan), Russell Johnson (John T. Metcalf)

## Cheating Cheaters
- Prima televisiva: 2 dicembre 1962
- Diretto da: Robert M. Leeds
- Scritto da: Harold Jack Bloom

### Trama
- Guest star: Simon Scott (capitano), Harry Holcombe (Whitaker), Charlotte Austin (Jill), Jack Hogan (McFarland)

## UXB (Unexploded Bomb)
- Prima televisiva: 9 dicembre 1962
- Diretto da: Robert M. Leeds
- Scritto da: Harold Jack Bloom

### Trama
- Guest star: Hedley Mattingly (Taggart), Anthony Eustrel (Root), David Frankham (Allison), Michael Evans (maggiore Arthur Hartley)

## The Wrong Nickel
- Prima televisiva: 16 dicembre 1962
- Diretto da: William Conrad
- Scritto da: Harold Jack Bloom

### Trama
- Guest star: Robert Ellenstein (Mark), Albert Paulsen (Vik), Malachi Throne (Cross)

## The Amateurs
- Prima televisiva: 30 dicembre 1962
- Diretto da: William Conrad
- Scritto da: Dean Riesner

### Trama
- Guest star: Vinton Hayworth (Heargrave), Edward Platt (Hefarty), James T. Callahan (Bruce), Jonathan Hole (Fenwick)

## Open Season
- Prima televisiva: 6 gennaio 1963
- Diretto da: William Conrad
- Scritto da: Harold Jack Bloom, Barry Oringer

### Trama
- Guest star: Sherwood Price (Tommy), Karl Lukas (Stoker), David McLean (Frank McErlane), Shirley Ballard (Claire), James Best (Ernie Swift)

## Defendant: Clarence Darrow
- Prima televisiva: 13 gennaio 1963
- Diretto da: William Conrad
- Scritto da: Harold Jack Bloom

### Trama
- Guest star: Andrea King (Ruby), Paul Mazursky (Giesler), Robert Vaughn (Earl Rogers), Phillip Pine (Ford), Frank Gerstle (Court Reporter), Tol Avery (Clarence Darrow)

## O.S.I.
- Prima televisiva: 20 gennaio 1963
- Diretto da: William Conrad
- Scritto da: Harold Jack Bloom

### Trama
- Guest star: Arthur Batanides (Lee Ralston), Dan Stafford (East German Officer), Stacy Harris (Ben Karmody), Philip Abbott (Chuck Fowler), Walter Janowitz (Martin Hassler), Eric Feldary (Stefan Karp)

## Firebug
- Prima televisiva: 27 gennaio 1963
- Diretto da: William Conrad
- Scritto da: John Kneubuhl

### Trama
- Guest star: William Bramley (Frank Joseph), Paul Birch (sceriffo), Keith Andes (Harry Spohr), Arch Johnson (Pete Brill), Victor Buono (Charles Colvin)

## Little Richard
- Prima televisiva: 3 febbraio 1963
- Diretto da: Jack Webb
- Scritto da: Harold Jack Bloom

### Trama
- Guest star: David Carlile (O'Brien), Kevin Hagen (Bud Wiley), Patricia Rainier (Billie Wilson), Hampton Fancher (Larry Wilson)

## Escape (1)
- Prima televisiva: 10 febbraio 1963
- Diretto da: William Conrad
- Scritto da: Lou Morheim

### Trama
- Guest star: William Beckley (tenente Rushmore), James Doohan (Jennings), Hedley Mattingly (Wing Commander Whitman), David Frankham (tenente Dixon), Bob Champion (sentinella), Brian Gaffirin (Keith), Felix Reinsch (Schlossie), Rick Traeger (comandante), Ben Wright (Clayton Hutton)

## Escape (2)
- Prima televisiva: 17 febbraio 1963
- Diretto da: William Conrad
- Scritto da: Lou Morheim

### Trama
- Guest star: William Beckley (tenente Rushmore), James Doohan (Jennings), Hedley Mattingly (Wing Commander Whitman), David Frankham (tenente Dixon), Bob Champion (sentinella), Brian Gaffirin (Keith), Felix Reinsch (Schlossie), Rick Traeger (comandante), Ben Wright (Clayton Hutton)

## The Moonshiners
- Prima televisiva: 24 febbraio 1963
- Diretto da: William Conrad
- Scritto da: John Kneubuhl

### Trama
- Guest star: James Griffith (Stan Woolman), Bill Zuckert (Ferguson), Robert Emhardt (Bill Munger), Carl Reindel (Doug Tolliver), Gene Evans (Walter Kopek)

## Security Risk
- Prima televisiva: 3 marzo 1963
- Diretto da: William Conrad
- Scritto da: John Kneubuhl

### Trama
- Guest star: Harlan Warde (Ben Waltmann), Parley Baer (Harry Jones), Erika Peters (Erika Rilko), Karl Swenson (Jim Kowalski), Charles H. Radilak (Wilhelm Friede), Vinton Hayworth (Tom Erickson), Kurt Kreuger (Stefan Jarek), Charles Aidman (George Ellsworth)

## The Black-Robed Ghost
- Prima televisiva: 10 marzo 1963
- Diretto da: William Conrad
- Scritto da: Harold Jack Bloom, Maxine Robinson, John Robinson

### Trama
- Guest star: Mort Mills (detective Duncan), Jeanette Nolan (Madame DiAngelo), Don Dubbins (Tom), Josephine Hutchinson (Cora Greer), Booth Colman (Funeral Director), Louise Lorimer (Ethel)

## Ordeal
- Prima televisiva: 17 marzo 1963
- Diretto da: William Conrad
- Scritto da: Harold Jack Bloom

### Trama
- Guest star: Chris Robinson (Holt), Lillian Buyeff (Ellen), Kevin Hagen (Simms), Judee Morton (Judy)

## Pattern for Espionage
- Prima televisiva: 24 marzo 1963
- Diretto da: William Conrad
- Scritto da: Harold Jack Bloom

### Trama
- Guest star: Pat Woodell (Alice), Gregory Gaye (Petrov), Anthony Eisley (Addis), Gregory Walcott (Goodwin), Rex Reason (Harvey Madison)

## The Tenth Mona Lisa
- Prima televisiva: 31 marzo 1963
- Diretto da: William Conrad
- Scritto da: Lou Morheim

### Trama
- Guest star: Émile Genest (de Saude), Leon Askin (Warchek), Eugene Borden (Saulvet), Marcel Hillaire (Bertillon), Vito Scotti (Vincenzo Perugia), Maurice Marsac (Beroud)

## Gertie the Great
- Prima televisiva: 14 aprile 1963
- Diretto da: Robert M. Leeds
- Scritto da: Harold Jack Bloom

### Trama
- Guest star: Harry Bartell (Laurence Hautz), Jan Shepard (Eve Temple), Robert Brubaker (Gordon MacQuarrie)

## Black Market
- Prima televisiva: 21 aprile 1963
- Diretto da: Alan Crosland, Jr.
- Scritto da: Michael Zagor

### Trama
- Guest star: Ronald Foster (Dunlop), Hanna Landy (Karen), John Marley (Hoffman), John Banner (Hipp), Jan Shepard

## Nitro
- Prima televisiva: 28 aprile 1963
- Diretto da: John Peyser
- Scritto da: Harold Jack Bloom, Lester Pine

### Trama
- Guest star: Philip Carey (Pete Foley), Jacqueline Scott (Gloria Price), Noam Pitlik (Edward Gleason)

## Heydrich (1)
- Prima televisiva: 5 maggio 1963
- Diretto da: William Conrad
- Scritto da: John Kneubuhl, Harold Jack Bloom

### Trama
- Guest star: Lili Valenty (Maria), Charles H. Radilak (padre Petrek), Albert Paulsen (Josef Gabchik), Walter Linden (Jan Kubis), Werner Klemperer (Frank)

## Heydrich (2)
- Prima televisiva: 12 maggio 1963
- Diretto da: William Conrad
- Scritto da: John Kneubuhl, Harold Jack Bloom

### Trama
- Guest star: Albert Paulsen (Josef Gabchik), Werner Klemperer (Frank), Lili Valenty (Maria), Walter Linden (Jan Kubis), Charles H. Radilak (padre Petrek)

## Commando
- Prima televisiva: 19 maggio 1963
- Diretto da: William Conrad
- Scritto da: Michael Zagor

### Trama
- Guest star: James Wixted (Potter), Roy Dean (Walsh), Lloyd Bochner (Saunders), Sean McClory (McDonald)

## Five Tickets to Hell
- Prima televisiva: 26 maggio 1963
- Diretto da: Robert M. Leeds
- Scritto da: Harold Jack Bloom, Richard Harbinger

### Trama
- Guest star: Bing Russell (John Quigley), Barbara Luna (Cotita), Abel Franco (Anselmo), Valentin de Vargas (Francisco Gomez), Carlos Romero (tenente Juan Garcia), Alex Montoya (Delgado)